# Trauaxa melamerida
Trauaxa melamerida är en fjärilsart som beskrevs av George Francis Hampson. Trauaxa melamerida ingår i släktet Trauaxa och familjen nattflyn. Inga underarter finns listade i Catalogue of Life.